# Geotrupinae
Sous-famille
Les Geotrupinae sont une sous-famille d'insectes coléoptères de la super-famille des Scarabaeoidea (scarabées), et de la famille des Geotrupidae. 

## Dénomination
Cette sous-famille a été décrite par l'entomologiste français Pierre André Latreille en 1802.

## Taxinomie
Cette sous-famille se divise en tribus :
- Ceratotrupini Zunino, 1984
- Chromogeotrupini
- Geotrupini
- Lethrini

Dont une éteinte :
- †Cretogeotrupini

### Liste des tribus et genres rencontrés en Europe
- tribu Chromogeotrupini
  - Typhaeus Leach 1815
- tribu Geotrupini
  - Anoplotrupes Jekel 1865
  - Baraudia López-Colón 1996
  - Ceratophyus Fischer 1820
  - Geotrupes Latreille 1796
  - Jekelius López-Colón 1989
  - Sericotrupes Zunino 1984
  - Silphotrupes Jekel 1866
  - Thorectes Mulsant 1842
  - Trypocopris Motschulsky 1858
  - Zuninoeus López-Colón 1989